# (26604) Ensign
(26604) Ensign est un astéroïde de la ceinture principale d'astéroïdes de 7,00 km de diamètre découvert en 2000.

## Description
(26604) Ensign a été découvert le 27 mars 2000 à la Station Anderson Mesa, un des deux sites d'observation de observatoire Lowell (Arizona (États-Unis), par le programme Lowell Observatory Near-Earth-Object Search (LONEOS).

### Caractéristiques orbitales
L'orbite de cet astéroïde est caractérisée par un demi-grand axe de 2,89 UA, un périhélie de 1,88 UA, une excentricité de 0,35 et une inclinaison de 15,12° par rapport à l'écliptique. Du fait de ces caractéristiques, à savoir un demi-grand axe compris entre 2 et 3,2 UA et un périhélie supérieur à 1,666 UA, il est classé, selon la JPL Small-Body Database, comme objet de la ceinture principale d'astéroïdes.

### Caractéristiques physiques
(26604) Ensign a une magnitude absolue (H) de 12,9 et un albédo estimé à 0,362, ce qui permet de calculer un diamètre de 7,00 km. Ces résultats ont été obtenus grâce à la méthode radiométrique en utilisant les données d'observations obtenues par le télescope spatial infrarouge IRAS] lancé en 1983 et qui a permis d'élaborer le catalogue IRAS Minor Planet Survey (IMPS).